# Alberto Andrade Carmona
Pour les articles homonymes, voir Andrade et Carmona.
Alberto Manuel Andrade Carmona, né le 24 décembre 1943 à Lima et mort le 19 juin 2009 à Washington d'une fibrose pulmonaire, est un homme politique péruvien. 
Il fut maire de Lima de 1996 à 2002 sous l'étiquette du Parti populaire chrétien.

## Distinctions
- Grand-croix de l'ordre d'Isabelle la Catholique